# Zottige Meersaite
|  | Dieser Artikel wurde aufgrund von formalen oder inhaltlichen Mängeln in der Qualitätssicherung Biologie zur Verbesserung eingetragen. Dies geschieht, um die Qualität der Biologie-Artikel auf ein akzeptables Niveau zu bringen. Bitte hilf mit, diesen Artikel zu verbessern! Artikel, die nicht signifikant verbessert werden, können gegebenenfalls gelöscht werden. Lies dazu auch die näheren Informationen in den Mindestanforderungen an Biologie-Artikel. |

Die Zottige Meersaite (Halosiphon tomentosus) ist eine Art innerhalb der Braunalgen.

## Aussehen
Die Zottige Meersaite kann länger als 1 m werden. Ihr Durchmesser beträgt 0,3–0,4 cm. Ihr Spross ist gelb- bis olivbraun, unverzweigt und knorpelig mit feinen Härchen.

## Vorkommen
Man findet sie in geringer Tiefe auf Steinen und Muschelschalen. Man findet sie in der Ostsee bis Alandsee als auch in der Nordsee und im Atlantik.